# Serras Azuis
Serras Azuis é uma telenovela brasileira produzida e exibida pela Rede Bandeirantes entre 22 de junho e 4 de dezembro de 1998, em 120 capítulos, substituindo a mexicana Traição e sendo substituída por Meu Pé de Laranja Lima. Baseada nos romances Serras Azuis, Branca Bela e O Nó Cego, de Geraldo França de Lima, foi escrita por Ana Maria Moretzsohn, com colaboração de Daisy Chaves, Izabel de Oliveira, Maria Cláudia Oliveira e Vera Villar, sob direção de Paulo Figueiredo e Tarcísio Filho e direção geral de Nilton Travesso.
Conta com Petrônio Gontijo, Adriana Londoño, Carmo Dalla Vecchia, Joana Fomm, Leonardo Villar, Eriberto Leão, Mariana Lima e Maria Fernanda Cândido nos papéis principais.

## Sinopse
O envolvimento de Lígia das Graças Paiva com Gaius Gutemberg Roldão. Mais que filhos de famílias inimigas, são sobreviventes de uma chacina que, por pouco, não tira a cidade do mapa. Sob a maldição de que o sangue de um Roldão não pode misturar-se com o de um Paiva, ambos terão muita dor de cabeça.
No entanto, a tragédia é suavizada pelas histórias paralelas: disputa pelo poder, política sindical, vinganças, traições, fofocas, bruxarias, e até mesmo uma personagem do folclore brasileiro: a mula-sem-cabeça.

## Elenco
| Intérprete              | Personagem                  |
| ----------------------- | --------------------------- |
| Petrônio Gontijo        | Gaius Gutemberg Roldão      |
| Adriana Londoño         | Lígia da Graça Paiva        |
| Carmo Dalla Vecchia     | Silvano Macedo (Silvaninho) |
| Joana Fomm              | Semíramis Roldão            |
| Leonardo Villar         | Ignácio Paiva               |
| Maria Fernanda Cândido  | Magali                      |
| Eriberto Leão           | Padre Walter                |
| Mariana Lima            | Branca Bela Paleólogo       |
| Marcos Caruso           | Dr. Rivaldino Paleólogo     |
| Ítalo Rossi             | Eleodegário Macedo (Eleô)   |
| Ana Lúcia Torre         | Osória Macedo (Pló)         |
| Denise Del Vecchio      | Netinha                     |
| Gianfrancesco Guarnieri | Dr. Gross                   |
| John Herbert            | Faria                       |
| Bete Coelho             | Cristiana Macedo Serpa      |
| Giuseppe Oristânio      | Olímpio Serpa               |
| Lyla Collares           | Helena Barreiros            |
| Cássio Scapin           | Abel                        |
| Paula Burlamaqui        | Tonieta                     |
| Cláudio Mamberti        | Padre Queiroz               |
| Sônia Clara             | Avané                       |
| Edson Fieschi           | Clepston                    |
| João Signorelli         | Tenente Nufo                |
| Aldine Müller           | Ilza Paleólogo              |
| Rubens Caribé           | Efigênio                    |
| Cláudia Provedel        | Rose                        |
| Lugui Palhares          | Lino                        |
| Theresa Athayde         | Dusu                        |
| Cláudia Mello           | Cornelinha                  |
| Haydée Figueiredo       | Verônica                    |
| Márcia de Oliveira      | Joana                       |
| Adão Filho              | Totó                        |
| Marco Mastronelli       | Mike                        |
| Karine Carvalho         | Kelly                       |
| Marcela Godoy           | Icléia                      |
| Cláudio Curi            | Zário                       |
| Samir Alves             | Pedrinho                    |

### Participações especiais
| Intérprete             | Personagem                              |
| ---------------------- | --------------------------------------- |
| Sérgio Britto          | Giancarlo Roldão, Barão de Serras Azuis |
| Hélio Souto            | Reginaldo Paiva                         |
| Paulo Figueiredo       | Laércio Roldão                          |
| Luís Carlos de Moraes  | Tito Roldão                             |
| Jarbas Toledo          | Arnoldo Roldão                          |
| Maria Nascimento Leite | Cecília Paiva                           |
| Cláudia Liz            | Amélia Paiva                            |
| Luiza Jorge            | Iara Gutemberg                          |
| Hélio Cícero           | Gustavo                                 |
| Viviane Coelho         | Cristiana (jovem)                       |
| João Busko             | Gaius (criança)                         |
| Bruna Garcia           | Lígia (criança)                         |

## Reprise
Foi reexibida de 1 de agosto de 2011 a 12 de janeiro de 2012 pela TV Diário, totalizando 119 capítulos, substituindo Meu Pé de Laranja Lima, e sendo a segunda novela da Band a ser exibida na emissora. No dia 13 de janeiro de 2012, uma sexta-feira, a emissora reprisou o último capítulo.

## Trilha sonora

### Nacional
1. Toada - Boca Livre (participação especial de Milton Nascimento)
2. canção dos viajantes - Marcus Viana (tema de abertura)
3. Saco de ouro - Chitãozinho e Xororó
4. Majestade, o sabiá - Roberta Miranda
5. Te ver - Lô Borges
6. Minha voz, minha vida - Caetano Veloso
7. Onde estará o meu amor - Chico César
8. A flor - Virgínia Rosa
9. Folia - Boca Livre (participação especial de Beto Guedes)
10. Brincadeira de coroar - Simone Guimarães
11. Trenzinho do caipira - Ney Matogrosso
12. Flor da pele - Zeca Baleiro
13. Igrejinha de São Damião - Marcus Viana
14. Serras azuis - Marcus Viana
15. A gaita e a sanfona - Téo Azevedo

### Internacional
1. Un-Break My Heart - Toni Braxton
2. Como un aleluya - Sergio Dalma
3. Bella - Ricky Martin
4. Dime que no - Ricardo Arjona
5. Siempre es de noche - Alejandro Sanz
6. Eres mi verdad - Barrio Boyzz